# Герет Томас
Герет Томас (енгл. Gareth Thomas; Bridgend County Borough, 25. јул 1974) бивши је професионални велшански рагбиста.

## Биографија
Висок 191 cm, тежак 103 kg, Томас је професионално поред рагбија 15 (рагби јунион) играо и другу варијанту рагбија - рагби 13 (рагби лига). Играо је за репрезентацију Велса и у рагбију 13 и у рагбију 15. За рагби јунион репрезентацију Велса одиграо је 100 тест мечева и постигао 200 поена. Само Шејн Вилијамс је постигао више есеја за Велс од Томаса. Томас је у каријери играо за Пенкод РФК, Бриџенд РФК, Кардиф РФК, Келтик Вориорс, Тулуз (рагби јунион) и Кардиф Блуз. Томас је 2005. дао есеј Новом Зеланду када је као капитен предводио екипу Британски и ирски лавови.